# Калинина, Людмила Вадимовна
Людмила Вадимовна Калинина (род. 12 декабря 1968) — российская легкоатлетка, двукратная (2005, 2007) чемпионка мира по суточному бегу.

## Карьера
В 2001 году победила на чемпионате России по суточному бегу «Сутки бегом» (Москва) с результатом 182,041 км. В 2002 году повторила успех, но уже с результатом 217,913 км. В 2003 году победила на сотне «Испытай себя» с результатом 8:19.53 часов. Участвуя в чемпионате мира и Европы 2003 года, была второй по ходу на 12 часов (125,050 км), но на финише с результатом 214,556 км стала 6-й на европейском чемпионате и 9-й на мировом. В 2005 году добилась очередной победы на «Сутках бегом» с результатом 241,521 км.
В 2005 году с результатом 242,228 км становится чемпионкой мира и Европы в суточном беге.
В ноябре 2005 года становится второй на многодневке Вена-Будапешт, где на 5 этапах Людмила преодолела 352 км за 34:52.21 часа.
В 2006 году с результатом 231,356 км становится вице-чемпионкой мира в суточном беге. Также завоевала серебро на суточном пробеге «Испытай себя» и на многодневке Вена-Братислава-Будапешт.
В 2007 году становится чемпионкой Европы (233,307 км, Мадрид) и мира (236,848 км, Драммондвилл). В октябре 2007 года становится третьей на многодневке Вена-Братислава — Будапешт.
Победитель суточного пробега «Испытай себя» 2008 года, а на многодневке Вена-Братислава-Будапешт — снова бронза.
В 2009 году закончила активную спортивную карьеру.

## Тренерская работа
Спортсмен — инструктор Ивановского областного государственного образовательного учреждения дополнительного образования детей «Специализированная детско — юношеская школа олимпийского резерва № 6».